# Subdivisions
Subdivisions è un brano dei Rush, pubblicato dall'etichetta discografica Mercury Records nel 1982 come facciata A del secondo singolo estratto dall'album Signals. Presente su molte raccolte del gruppo, è stato proposto a lungo nei concerti dal vivo.
Subdivisions è una delle cinque canzoni dei Rush inserite nella Canadian Songwriters Hall of Fame il 28 marzo 2010. In quell'occasione il gruppo chiese al cantante folk canadese Jacob Moon di suonare il brano alla serata di gala in loro assenza.  Nel lato B è presente Countdown.

## Il disco
Subdivisions si posiziona al 5º posto della classifica mainstream rock di Billboard.
Subdivisions
Il brano parla della pressione sociale che spinge gli individui a conformarsi ai modelli prestabiliti della cultura giovanile di tendenza nei sobborghi delle città. Chi non si adatta al modello viene considerato un emarginato.
Per la prima volta i Rush utilizzano in maniera così preminente nella loro produzione le tastiere elettroniche: Lee alterna con abilità le parti di basso a quelle di sintetizzatore, mentre il ruolo del chitarrista Lifeson nel brano (così come in tutto l'album) diviene marginale.
Il video, diretto da Grant Lough, è stato girato a Toronto (Ontario), nella zona centrale tra King Street e Bay Street, e a Scarborough (Ontario) per le scene ambientate nei sobborghi, nella zona di Warden Avenue e Finch Avenue.
Sin dalla sua realizzazione Subdivisions è stata proposta in gran parte delle esibizioni dal vivo del gruppo, essa compare in svariati album dal vivo, quali, ad esempio, A Show of Hands, R30: 30th Anniversary World Tour, Snakes & Arrows Live, Time Machine 2011: Live in Cleveland.
Nel novembre del 2010 Subdivisions è stato incluso nella lista di contenuto scaricabile per il videogioco musicale Rock Band 3.
Countdown
Il pezzo descrive il primo lancio dello Space Shuttle Columbia e è dedicato agli astronauti Young e Crippen. I Rush furono infatti invitati all'evento dell'aprile 1981 a Cape Canaveral. La canzone include le registrazioni originali di suoni e rumori effettuate nel giorno del lancio.
Il video, diretto da Grant Lough, contiene immagini del lancio fornite dal direttore della NASA Gerry Griffin. 
Il brano sarà pubblicato anche come singolo a doppio lato A estratto da Signals per il mercato inglese, distribuito nel 1982 con New World Man.
Eseguita dal vivo solo durante il New World Tour e il Grace Under Pressure Warm up Tour, non è presente in nessun live album ufficiale.

## Tracce
Il singolo pubblicato per il mercato statunitense contiene le seguenti tracce:
1. Subdivisions - 5:34 (Lee, Lifeson, Peart)
2. Countdown  - 5:48 (Lee, Lifeson, Peart) (lato B)

## Formazione
- Geddy Lee – basso, voce, tastiere
- Alex Lifeson – chitarra, bass pedals
- Neil Peart – batteria e percussioni

## Cover
Di Subdivisions sono state realizzate diverse cover, tra cui le seguenti
- Il cantante folk canadese Jacob Moon sul suo album The Loop , realizzandone anche un video nel quale lui suona il brano da un tetto
- Il gruppo indie rock canadese PS I Love You su Figure It Out del 2011
- L'artista di Rhode Island Andrew Lima nel suo album di debutto Rediscoveries del 2011[15]
- Il gruppo finlandese di melodic death metal Omnium Gatherum nella Limited Edition del loro album Beyond del 2013
- Il gruppo statunitense di hard rock Heaven Below sul loro EP Sleeping Giants del 2013
- Il gruppo rock statunitense Ninja Sex Party sul loro album di cover Under the Covers del 2016
- Il gruppo statunitense di melodic death metal Allegaeon sul loro album Proponent for Sentience del 2016[16]